# زين روبرتسون
زين روبرتسون (بالإنجليزية: Zane Robertson) هو عداء مسافات طويلة نيوزيلندي، ولد في 14 نوفمبر 1989 في هاميلتون في نيوزيلندا.

## وصلات خارجية
- زين روبرتسون على موقع الاتحاد الدولي لألعاب القوى (الإنجليزية)
- زين روبرتسون على موقع الدوري الماسي (الإنجليزية)
- زين روبرتسون على موقع اللجنة الأولمبية الدولية (الإنجليزية)
- زين روبرتسون على موقع أوليمبيديا (الإنجليزية)
- زين روبرتسون على موقع اللجنة الأولمبية النيوزيلندية (الإنجليزية)
- زين روبرتسون على موقع اتحاد ألعاب الكومنولث (مؤرشف) (الإنجليزية)